# Cleantis chilensis
Cleantis chilensis là một loài chân đều trong họ Holognathidae. Loài này được Menzies miêu tả khoa học năm 1962.